# Hebbal, Khanapur
Hebbal là một làng thuộc tehsil Khanapur, huyện Belgaum, bang Karnataka, Ấn Độ.